# Полярис (издательство)
Издательство «Полярис» — латвийское русскоязычное издательство, основанное в Риге в конце 1980-х годов несколькими рижанами, директором которого вскоре стал Василий Быстров, а главным редактором — Алексей Захаренков. Специализировалось преимущественно на фантастической литературе.

## Деятельность
Первую книгу издательство выпустило в 1990 году, это был сборник Гарри Гаррисона. Эта публикация открыла серию «Мастера фантастики». В дальнейшем «Полярис» начал издавать нумерованные собрания сочинений известнейших авторов-фантастов: Хайнлайна, Азимова, Саймака и других, что само по себе выделяло издательство среди остальных в то время. Кроме фантастики издавалась и другая литература, например, в «Полярисе» выходило собрание сочинений Агаты Кристи.
К концу 1993 года тиражи издательства стали падать, а дефолт 1998 года стал последним ударом. В начале 1999 года ещё был издан четырёхтомник Акутагавы Рюноскэ, и после этого «Полярис» прекратил свою деятельность.

## Выпускавшиеся серии
- Миры Айзека Азимова
- Миры Альфреда Бестера
- Миры Бима Пайпера
- Миры Джона Уиндема
- Миры Кима Стенли Робинсона
- Миры Пирса Энтони
- Миры Роберта Хайнлайна
- Миры Уильяма Тенна
- Миры Харлана Эллисона
- Миссия «Земля»
- Urbi et orbi

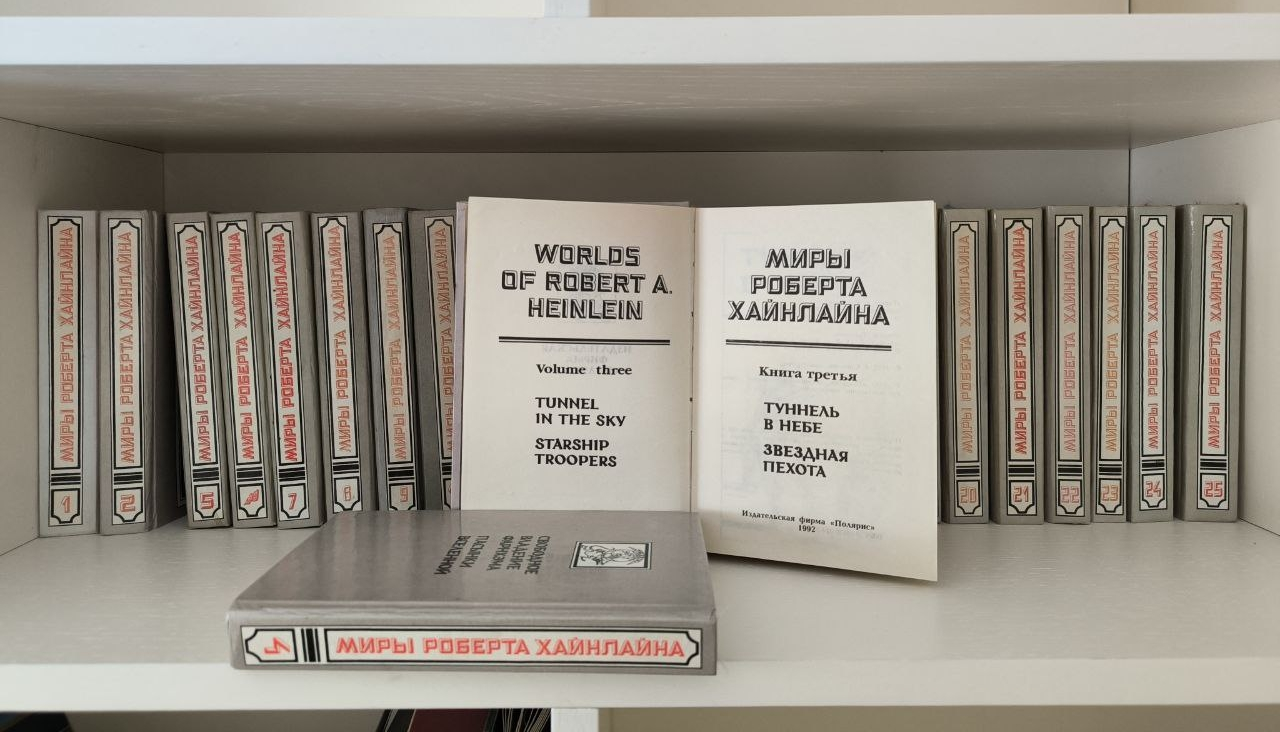
Собрание сочинений Р. Хайнлайна

- Акутагава Рюноске. Сочинения в четырёх томах
- Мастера фантастики
- Мастера фантастики (возрождённый)
- Миры Артура Кларка
- Миры Гарри Гаррисона
- Миры Клиффорда Саймака
- Миры Ли Брэкетт
- Миры Пола Андерсона
- Миры Роберта Шекли
- Миры Роджера Желязны
- Миры Рэя Брэдбери
- Миры Урсулы ле Гуин
- Миры Филипа Дика
- Миры Филипа Фармера
- Новые Миры Айзека Азимова
- Новые миры Роберта Шекли
- Хроники Академии
- Хроники Амбера